# 公主寺
39°08′53″N 113°22′27″E / 39.14806°N 113.37417°E
公主寺位于中国山西省繁峙县杏园乡公主村，2006年被列为第六批全国重点文物保护单位。
公主寺始建于北魏，为北魏文成帝第四女诚信公主所建，明弘治十六年（1503年）重修。寺坐北朝南，三进院落，占地4347平方米，建筑面积1116平方米，有山门、过殿、韦陀殿、大雄宝殿以及东西两侧的伽蓝殿、马王殿、财神殿、二郎殿等建筑，其中大雄宝殿和过殿为明代建筑，餘为清代建筑。大雄宝殿面阔三间，进深六椽，单檐悬山顶，无斗栱。过殿面阔进深各三间，单檐歇山顶，斗栱为五铺作。